# 上野西郎
上野 西郎（うえの にしろう、1877年（明治10年）12月3日 - 没年不明）は、大日本帝国陸軍軍人。最終階級は陸軍少将。

## 経歴・人物
東京府出身。1899年（明治32年）陸軍士官学校第11期卒業。
1921年（大正10年）4月に天津駐屯歩兵隊長、1923年（大正12年）8月に陸軍歩兵大佐・山形連隊区司令官、1926年（大正15年）3月に歩兵第29連隊長を経て、1929年（昭和4年）8月に陸軍少将に昇進と同時に待命。同年8月末に予備役に編入した。